# Iris Fuentes-Pila

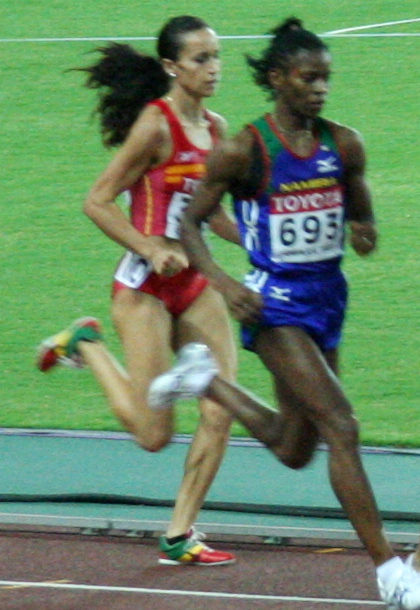
Iris Fuentes-Pila (links) bei den Weltmeisterschaften 2007

Iris Fuentes-Pila (* 10. August 1980 in Santander, Kantabrien) ist eine spanische Mittelstreckenläuferin, die sich auf die 1500 Meter spezialisiert hat.
Sie wurde Elfte bei den Europameisterschaften 2003. Sie nahm auch an den Olympischen Spielen 2004 teil, wo sie das Halbfinale erreichte. Bei den Weltmeisterschaften 2007 wurde sie Zehnte und bei den Olympischen Spielen in Peking 2008 Achte.
Bei den Ibero-Amerikanischen Meisterschaften 2010 gewann Fuentes-Pila Silber über 3000 Meter.